# Antoine Herlault
Antoine Herlault ou Erlault (né à Mareuil-la-Motte et mort le 28 septembre 1573) est un ecclésiastique, évêque de Chalon de 1561 à  1573.

## Biographie
Antoine Herlault ou Erlault est originaire de Mareuil-la-Motte dans le Beauvaisis. Né vers 1500 il est prieur de la Sorbonne et Docteur en théologie de la Faculté de Paris en 1540.
Il est choisi pour professer au collège. Recteur de l'Université de Paris il devient le confesseur de Catherine de Médicis et le prédicateur du roi Charles IX.
Il est nommé évêque de Chalon en 1561 malgré l'opposition du chancelier Michel de l'Hôpital, qui convoitait le siège pour son propre frère. À cette époque l'influence des calvinistes dans le diocèse et même parmi le clergé épiscopal est importante. Il assiste au Colloque de Poissy en 1561 et l'année suivante Charles du Puy-Montbrun s'empare de sa cité épiscopale. Le roi Charles IX de France veut l'envoyer au concile de Trente mais il est arrêté à Troyes par un gentilhomme huguenot, nommé Travers de Saint-Léger qui l'emprisonne et le détient jusqu'à la fin de ce concile et n'accepte de le relâcher que contre le versement de 600 écus que l'évêque ne paie pas à la suite du second édit de Pacification. L'évêque ne prend possession de son diocèse que le 7 mai 1564 et quelques jours après il y reçoit le roi Charles IX. À la cour, Herlault est chargé de diverses fondations, qui ont pour objet l'entretien dans les collèges de Paris, de boursiers des diocèses de Beauvais, Noyon ou Soissons. Antoine Herlault édite en 1536, les « Commentaires d'Alexandre d'Aphrodise sur la Métaphysique d'Aristote ». Il laisse le souvenir d'un des plus grands prédicateurs de son époque. À sa mort son corps est inhumé dans l'église Saint-Eloi de Mareuil-la-Motte où son tombeau se trouve encore.